# Méliphage fascié
Ramsayornis fasciatus
Espèce
Statut de conservation UICN

 LC  : Préoccupation mineure
Le Méliphage fascié (Ramsayornis fasciatus) est une espèce de passereau de la famille des Meliphagidae.

## Distribution
Il est endémique en Australie.